# From (Fernsehserie)
From ist eine US-amerikanische Horror-Fernsehserie. Sie wurde am 7. Juni 2018 zunächst für YouTube Red angekündigt, schließlich aber vom Pay-TV-Sender Epix adaptiert. Die erste Folge der zweiten Staffel erschien am 23. April 2023 auf dem zu MGM+ umbenannten Sender. MGM+ hat die Serie um eine dritte Staffel verlängert, die wie angekündigt 2024 erschienen ist. Das Titellied Que Sera, Sera wurde von der Band Pixies für diese Serie aufgenommen.
Im November 2024 wurde die Serie um eine vierte Staffel verlängert.

## Handlung
Eine Familie findet sich bei einem Familienausflug plötzlich in einer Kleinstadt wieder, welche sie und alle anderen Personen, die sich darin befinden, nicht mehr verlassen können. Bei Anbruch der Dunkelheit wird der Ort von tödlichen Kreaturen heimgesucht, die in Menschengestalt durch die Stadt und die angrenzenden Wälder laufen und sich mit scheinbar harmlosem Lächeln auf ihre menschlichen Opfer zubewegen. Doch im Moment des Angriffes zeigen sie ihre wahre monströse Fratze und zerfetzen ihr Opfer bis zur völligen Unkenntlichkeit.
Obwohl diese Wesen nicht beliebig die Gestalt von Bekannten oder Verwandten annehmen können, geben sie oft einfach vor, eben so einer zu sein, um ihr Opfer einen Moment lang zu irritieren und diesen Moment für einen Angriff zu nutzen. Zusammen mit anderen Bewohnern des Ortes versuchen die Neuankömmlinge, die Natur dieses Ortes zu ergründen und wie man aus ihm entkommen kann.

## Figuren

### Familie Stevens

#### Boyd Stevens (Harold Perrineau, Jr.)
Boyd ist ein Ex-Soldat, der zusammen mit seiner Frau und seinem Sohn Ellis in die Ortschaft gelangte. Er begann die damals noch chaotischen Verhältnisse im Ort zu organisieren und wurde dadurch zum Sheriff ernannt. Er hat auch die Talismane gefunden, die einen geschlossenen Raum vor den Kreaturen zu schützen vermögen. In Rückblenden erfährt man, dass er seine Frau erschießen musste, da diese drohte ihren gemeinsamen Sohn zu töten.

#### Ellis Stevens (Corteon Moore)
Der Sohn von Boyd lebt im Colony House und ist dort mit Fatima befreundet, die er im weiteren Verlauf auch heiratet. Anfangs ist er von seinem Vater sehr entfremdet, das Verhältnis zwischen den beiden bessert sich aber im Verlauf der Serie.

### Familie Matthews

#### Jim Matthews (Eion Bailey)
Jim ist der Vater der Familie Matthews die am Anfang der Serie in die Ortschaft gelangt. Als Ingenieur für Achterbahnen versucht er die Natur des Ortes wissenschaftlich zu ergründen. Beim Versuch über ein Funkgerät Kontakt mit der Außenwelt zu bekommen, hört er eine Stimme, die ihm Informationen gibt, die nur ein Beobachter haben kann. Daher hält er im Verlauf der 2. Staffel die Ortschaft für ein großangelegtes Experiment.

#### Tabitha Matthews (Catalina Sandino Moreno)
Tabitha ist die Ehefrau von Jim, von dem sie sich eigentlich nach dem Verlust ihres jüngsten Kindes scheiden lassen wollte. Auch sie hat ein eher wissenschaftliches Vorgehen: Bei dem Versuch zu ergründen, woher der Strom der Ortschaft kommt, gräbt sie ein tiefes Loch. Dieses führt letztlich zum Einsturz Ihres Hauses und verschlägt sie in ein Höhlensystem unterhalb des Ortes, in dem die Kreaturen schlafen. Aus diesem gelangt sie mit der Hilfe von Victor. Nach Visionen versucht sie nun die Natur des Ortes mit Hilfe von Victor zu ergründen.

#### Julie Matthews (Hannah Cheramy)
Die Tochter der Matthews ist anfangs der Serie noch recht rebellisch und entscheidet sich auch gegen den Willen ihrer Eltern im Colony House zu bleiben. Im weiteren Verlauf wächst sie wieder mehr mit ihrer Familie zusammen.

#### Ethan Matthews (Simon Webster)
Der Sohn der Matthews ist gut mit Victor befreundet und kann, ebenso wie Victor, einen weiß gekleideten Jungen sehen, der den Dorfbewohnern hilft. Er wird beinahe von Sara getötet.

### In der Ortschaft

#### Sara Myers (Avery Konrad)
Sara ist eine junge Frau, die zusammen mit ihrem Bruder Nathan in die Ortschaft kam. Sie hört Stimmen und hat Visionen, die ihr einerseits Befehle erteilen andererseits auch Wissen übermitteln, das anderweitig nicht zu erlangen wäre. Als sie eines Tages den Befehl bekommt, Ethan zu töten, kann das im letzten Moment von ihrem Bruder verhindert werden, der aber selbst bei der Aktion stirbt. Sara ist auch für den Tod von Kennys Vater und einer weiteren Person verantwortlich. Statt sie zu bestrafen, sieht Boyd in ihr eine Möglichkeit, den Ort zu verlassen. Als dieser Umstand ans Tageslicht gerät, verliert Boyd das Vertrauen einiger Dorfbewohner, unter anderem Kenny und dessen Mutter.

#### Kenny Liu
Der Hilfssheriff von Boyd, der diesen immer tatkräftig unterstützt. Als Boyd den Ort verlässt, um die Grenze zu finden, übernimmt Kenny widerwillig den Job als Sheriff. Nachdem herauskommt, dass Boyd Sara nicht bestraft hat, kündigt er seinen Posten und entfremdet sich von Boyd.

#### Kristi Miller (Chloe Van Landschoot)
Da Kristi Medizin studiert hatte, bevor sie in die Ortschaft gelangte, ist sie das im Ort, was einer Ärztin am nächsten kommt. Ihre Verlobte kommt zu Beginn der 2. Staffel ebenfalls in die Ortschaft.

#### Jade Herrera (David Alpay)
Jade gelangt zusammen mit den Matthews in die Ortschaft. Er ist sehr arrogant und hält das ganze zunächst für ein großes Spiel. Im weiteren Verlauf versucht er zusammen mit Jim auf wissenschaftliche Art die Natur des Ortes zu ergründen.

### Im Colony House

#### Victor (Scott McCord)
Victor kam als kleiner Junge zusammen mit seiner Mutter und seiner Schwester in die Ortschaft. Nachdem er beide verloren hatte, zeigt er zunehmend seltsame Charaktereigenschaften, die an Autismus erinnern. Victor beobachtet die Umgebung sehr genau und kennt auch viele Geheimnisse des Ortes (z. B. die sog. „Zauberbäume“). Victor freundet sich mit Ethan an, obwohl Ethans Eltern das anfangs gar nicht begrüßen.

#### Donna Raines (Elizabeth Saunders)
Donna ist die Anführerin des Colony House, einem einzeln stehenden großen Haus außerhalb der Ortschaft, die sich nicht den Regeln der Ortschaft insbesondere denen von Sherriff Boyd unterwerfen will. Sie ist sehr resolut. Im weiteren Verlauf der Serie ist sie gezwungen mehr mit der Ortschaft zusammenzuarbeiten dennoch bleibt sie immer auf Distanz zu Boyd.

#### Fatima Hassan (Pegah Ghafoori)
Fatima ist Ellis Freundin/Ehefrau.

## Besetzung und Synchronisation
| Rolle             | Schauspieler            | Staffel    | Staffel      | Staffel      | Synchronsprecher    |
| Rolle             | Schauspieler            | 1          | 2            | 3            | Synchronsprecher    |
| ----------------- | ----------------------- | ---------- | ------------ | ------------ | ------------------- |
| Boyd Stevens      | Harold Perrineau, Jr.   | Hauptrolle | Hauptrolle   | Hauptrolle   | Charles Rettinghaus |
| Tabitha Matthews  | Catalina Sandino Moreno | Hauptrolle | Hauptrolle   | Hauptrolle   | Manja Doering       |
| Jim Matthews      | Eion Bailey             | Hauptrolle | Hauptrolle   | Hauptrolle   | Arne Stephan        |
| Jade Herrera      | David Alpay             | Hauptrolle | Hauptrolle   | Hauptrolle   | Tim Knauer          |
| Donna Raines      | Elizabeth Saunders      | Hauptrolle | Hauptrolle   | Hauptrolle   | Silvia Mißbach      |
| Rudra Khatri      | Shaun Majumder          | Hauptrolle | Gastauftritt | Gastauftritt | Rainer Fritzsche    |
| Victor Kavanaugh  | Scott McCord            | Hauptrolle | Hauptrolle   | Hauptrolle   | Jan Kurbjuweit      |
| Kenny Liu         | Ricky He                | Hauptrolle | Hauptrolle   | Hauptrolle   | Max Felder          |
| Kristi Miller     | Chloe Van Landschoot    | Hauptrolle | Hauptrolle   | Hauptrolle   |                     |
| Fatima Hassan     | Pegah Ghafoori          | Hauptrolle | Hauptrolle   | Hauptrolle   | Alice Bauer         |
| Ellis Stevens     | Corteon Moore           | Hauptrolle | Hauptrolle   | Hauptrolle   | Kaze Uzumaki        |
| Julie Matthews    | Hannah Cheramy          | Hauptrolle | Hauptrolle   | Hauptrolle   | Léa Mariage         |
| Ethan Matthews    | Simon Webster           | Hauptrolle | Hauptrolle   | Hauptrolle   | Emilio Sablik       |
| Sara Myers        | Avery Konrad            | Hauptrolle | Hauptrolle   | Hauptrolle   | Amelie Plaas-Link   |
| Nathan Myers      | Paul Zinno              | Hauptrolle |              |              |                     |
| Tian-Chen Liu     | Elizabeth Moy           | Hauptrolle | Hauptrolle   | Hauptrolle   | Katja Schmitz       |
| Tillie            | Deborah Grover          |            | Hauptrolle   | Hauptrolle   |                     |
| Bakta             | Angela Moore            |            | Hauptrolle   | Hauptrolle   | Elisa Bannat        |
| Marielle Sinclair | Kaelen Ohm              |            | Hauptrolle   | Hauptrolle   | Anne Helm           |
| Randall Kirkland  | A.J. Simmons            |            | Hauptrolle   | Hauptrolle   |                     |
| Elgin Williams    | Nathan D. Simmons       |            | Hauptrolle   | Hauptrolle   |                     |
| Henry Kavanaugh   | Robert Joy              |            |              | Hauptrolle   | Till Hagen          |
| Dani Acosta       | Samantha Brown          |            |              | Hauptrolle   |                     |

## Episodenliste

### Staffel 1
| Nr. (ges.) | Nr. (St.) | Deutscher Titel               | Originaltitel                 | Erstveröffentlichung USA | Deutschsprachige Erstveröffentlichung (D/A/CH) | Regie         | Drehbuch                              |
| --- | --------- | ----------------------------- | ----------------------------- | ------------------------ | ---------------------------------------------- | ------------- | ------------------------------------- |
| 1 | 1         | Eine lange Reise in die Nacht | Long Day’s Journey Into Night | 20. Feb. 2022            | 8. Dez. 2022                                   | Jack Bender   | John Griffin                          |
| Nachdem ein umgefallener Baum die Straße blockiert, muss die vierköpfige Familie Matthews mit ihrem Wohnmobil umdrehen und gelangt in einen kleinen Ort. Trotz Wegbeschreibung des Ortssheriffs Boyd gelangt die Familie immer wieder in den gleichen Ort zurück. Schließlich werden sie von einem anderen Fahrzeug von der Straße gedrängt, und das Wohnmobil der Familie kippt um und landet im Straßengraben. Der Fahrer des anderen Fahrzeug holt Hilfe aus dem Ort. Die Helfer finden einen Beifahrer, der offensichtlich unter Drogeneinfluss steht, und befreien die Mutter und die Tochter der Familie, der jüngste Sohn ist schwer verletzt und kann nicht so schnell aus dem Fahrzeug geborgen werden. Daher bleiben Boyd und die Ärztin Kristi zusammen mit dem Vater im Wohnmobil, um den Jungen zu versorgen, während die übrigen in den Ort gebracht werden. Die Bewohner des Ortes haben große Angst vor der Dunkelheit. Nach einer Reifenpanne versucht die Gruppe, ein großes, „Colony House“ genanntes Gebäude zu erreichen. Die drei im Wohnmobil Verbliebenen können den Jungen versorgen, doch werden bei Anbruch der Dunkelheit von mehreren scheinbaren Personen umlagert.                                                                           |           |                               |                               |                          |                                                |               |                                       |
| 2 | 2         | So wie die Dinge liegen       | The Way Things Are Now        | 20. Feb. 2022            | 8. Dez. 2022                                   | Jack Bender   | John Griffin                          |
| Die beiden Gruppen werden jeweils von monströsen Wesen bedrängt, die die Gestalt von anderen Menschen annehmen können. Während die Gruppe im Wohnmobil ein Eindringen der Wesen verhindern kann, erreicht die andere Gruppe im letzten Moment das Colony House und wird nach anfänglichem Zögern der Bewohner in dieses eingelassen. Den Eltern Matthews wird jeweils die Natur des Ortes erklärt: Jeder, der wegen eines umgestürzten Baumes in den Ort gelangte, kann diesen fortan nicht mehr verlassen. Bei Dunkelheit kommen aus den Wäldern unheimliche Wesen, die versuchen, die Bewohner des Ortes zu töten. Durch spezielle Steine, Talismane genannt, können die Bewohner des Ortes die Wesen am Eindringen in ihre Häuser hindern. Währenddessen wird in der Klinik des Ortes der Fahrer des Unfallfahrzeuges von Sara getötet, da Stimmen ihr das befohlen haben. Sie öffnet auch die Türen der Klinik, so dass die noch verbliebenen Bewohner ebenfalls von den Wesen getötet werden. Am nächsten Morgen wird die Gruppe aus dem Wohnmobil befreit und in den Ort gebracht, wo die Familie wieder vereinigt wird. Gleichzeitig wird das Massaker in der Klinik entdeckt. Ethan sieht außerhalb des Colony House einen weißgekleideten Jungen, der ihm zuwinkt. |           |                               |                               |                          |                                                |               |                                       |
| 3 | 3         | Tag der Auswahl               | Choosing Day                  | 20. Feb. 2022            | 8. Dez. 2022                                   | Jack Bender   | John Griffin                          |
| Jade, der Beifahrer des Unfallfahrzeuges, wacht aus seiner Ohnmacht auf, und Donna erklärt ihm die Natur des Ortes. Jade glaubt ihr nicht und hält die ganze Sache für ein aufwändiges Escape Game. Die Mitglieder Familie Matthews müssen nun einzeln entscheiden, ob sie in der Ortschaft oder im Colony House leben möchten. Während die Eltern und Ethan die Ortschaft wählen, entscheidet sich Julie für das Colony House. Jade kann nur durch das Zeigen der Leiche seines Freundes überzeugt werden, dass es sich nicht um ein ausgeklügeltes Spiel handelt. |           |                               |                               |                          |                                                |               |                                       |
| 4 | 4         | Ein Stein und ein Zauberbaum  | A Rock and a Farway           | 27. Feb. 2022            | 8. Dez. 2022                                   | Jack Bender   | Javier Grillo-Marxuach                |
| Kenny versucht Jade mehr über die Natur des Ortes zu erklären, währenddessen hört Jade Geräusche aus dem Funkgerät und nimmt dieses mit. Julie macht ihren Eltern Vorwürfe über die bevorstehende Scheidung der beiden, und Victor zeigt Ethan im Wald einen „Zauberbaum“. Wenn man in dieses etwas hineinwirft, taucht es an anderer Stelle wieder auf. Auf der Suche nach Ethan werden Jim und Tabitha von wilden Hunden bedrängt, Victor kann diese aber mit einer Waffe vertreiben. Sara hat derweil im Diner Halluzinationen, die sie auffordern, Ethan zu töten. |           |                               |                               |                          |                                                |               |                                       |
| 5 | 5         | Silhouetten                   | Silhouettes                   | 6. März 2022             | 8. Dez. 2022                                   | Brad Turner   | Vivian Lee                            |
| Nach einem Anfall fragt Sara Kristi in der Klinik, ob es in Ordnung sei, eine schlimme Sache zu tun, damit der ganze Ort nach Hause kann, und Kristi bejaht diese Frage. Jade und Jim versuchen, die Natur des Ortes zu ergründen, und stellen sich die Frage, ob sie sich vielleicht gestorben seien und sich in einer Art Fegefeuer befänden. Sara sperrt Tabitha in einer Scheune an und will Ethan mit einem Messer töten. Saras Bruder Nathan kann das im letzten Moment verhindern, wird dabei aber selber tödlich verletzt. |           |                               |                               |                          |                                                |               |                                       |
| 6 | 6         | Buch 74                       | Book 74                       | 13. März 2022            | 8. Dez. 2022                                   | Brad Turner   | John Griffin                          |
| Vater Khatri bringt Sara nach der Tag in den Keller der Kirche. Dort beweist sie ihm, dass die Stimmen, die sie hört, echt sind, indem sie den Inhalt einer Tasche beschreiben, die Khatri bei seiner Ankunft vergraben hatte. Boyd erklärt Kenny, dass er mit einem Talisman tiefer in der Wald eindringen will, um einen Weg zurückzufinden. Kenny lehnt diesen Plan als Selbstmord ab. Jade und Jim reparieren das Funkgerät, können aber nur statisches Rauschen empfangen. Dabei hat Jade eine Vision, in der er ein seltsames Symbol sieht. Kennys Mutter zeigt Jade später ein Notizbuch eines verstorbenen Dorfbewohners mit eben diesem Symbol. Tabitha versucht herauszufinden, woher der Strom kommt, und gräbt ein Loch im Keller. |           |                               |                               |                          |                                                |               |                                       |
| 7 | 7         | Alle Guten Dinge              | All Good Things               | 20. März 2022            | 8. Dez. 2022                                   | Jennifer Liao | Vivian Lee & John Griffin             |
| Khatri erzählt Boyd von Sara und den Stimmen und schlägt vor, dass sie zu dritt die Erkundung des Waldes vornehmen sollten. Jim schlägt derweil vor, einen höheren Funkturm zu erbauen, um ein Signal zu empfangen. Bei einer Feier im Colony House lässt ein Mitbewohner eine Kreatur ins Haus, und es gibt viele Tote. Julie und Victor fliehen in den Wald, und Julie springt in einen Zauberbaum und landet in einem Keller. Bei dem Versuch, Flüchtlingen des Colony House zu helfen, wird Vater Khatri von einer Kreatur getötet. |           |                               |                               |                          |                                                |               |                                       |
| 8 | 8         | Fensterscherben, offene Türen | Broken Windows, Open Doors    | 27. März 2022            | 8. Dez. 2022                                   | Jennifer Liao | Javier Grillo-Marxuach & John Griffin |
| In einer Rückblende erfährt man, wie Boyd und seine Familie in die Ortschaft gelangten und Boyd anfing, die Bewohner zu organisieren. Es wird auch erläutert, wie Boyd die Talismane gefunden hat. Während Boyd das Dorf organisiert, leidet seine Frau zunehmend an psychischem Störungen. Diese gehen so weit, dass sie davon überzeugt ist, das alles sei nur ein Albtraum. Daher erschießt sie wahllos Dorfbewohner, bedroht auch ihren Sohn Ellis und kann im letzten Moment von Boyd getötet werden. Dadurch wurde aber der Verhältnis zwischen Boyd und Ellis getrübt. Zurück in der Jetztzeit bereiten sich Boyd und Sara für die Erkundung vor, und Kenny wird zum neuen Sherriff. Kenny, Donna und Jim erklären den Plan für den Funkturm den anderen Dorfbewohnern. |           |                               |                               |                          |                                                |               |                                       |
| 9 | 9         | In den Wald                   | Into the Woods                | 3. Apr. 2022             | 8. Dez. 2022                                   | Jeff Renfroe  | John Griffin                          |
| Boyd und Sara machen sie auf die Wanderschaft durch den Wald. Sie geraten an einen Baum, von dem Glasflaschen herunterhängen, in denen sich kleine Zettel befinden. Sara hat einen erneuten Anfall und bricht zusammen. Im Colony House gehen die Arbeiten an dem Funkturm voran, doch Jade hat keine Idee, wie der Turm mit Strom versorgt werden soll. Tian-Chen bringt ihn auf die Idee, den Strom von den Lampen zu benutzen. Zurück im Wald wacht Sara auf und Boyd teilt ihr mit, dass er eine der Flaschen vom Baum geholt hat. Daran befand sich ein Zettel mit der Zahl 1864. Sara erklärt Boyd, dass sie eine neue, weibliche Stimme gehört hat. Diese Stimme hat ihr gesagt, dass sie Boyd sagen soll, es sei ein Fehler gewesen und dass es viel schlimmere Dinge im Wald gibt als die Monster. Als Sara Boyd einen Namen nennt, den nur Boyds Familie kennt, erkennt dieser, dass die Nachricht von seiner toten Frau stammen muss. Das Zelt, in dem sich Boyd und Sara aufhalten, wird plötzlich von einer unbekannten Kraft herumgewirbelt. |           |                               |                               |                          |                                                |               |                                       |
| 10 | 10        | So viel werden wir sehen      | Oh, the Places We’ll Go       | 10. Apr. 2022            | 8. Dez. 2022                                   | Jeff Renfroe  | John Griffin                          |
| In der Stadt wird weiter an dem Funkturm gearbeitet. Ellis macht Fatima einen Heiratsantrag. Boyd und Sara finden sich in einem Teil des Waldes, der von Spinnenweben bedeckt ist. Bei einer Vision wird Boyd von Spinnen gebissen und wird krank. Der Funkturm wird in Betrieb genommen, und im gleichen Moment kommt ein Sturm auf. Jim bekommt Kontakt mit einer Stimme, die ihm beim Namen nennt und ihm mitteilt, dass Tabitha nicht im Keller ihres Hauses graben sollte. Jim rennt nach Hause, doch Tabitha ist bereits durch ein Loch im Keller eingebrochen und in Höhlen unter dem Dorf gelangt. Dort trifft sie auf Victor. Dieser teilt ihr mit, dass dies der Ort ist, an dem die Monster schlafen. Boyd und Sara sehen einen Leuchtturm, und der Junge in weiß sagt Sara, sie sollen durch einen Zauberbaum fliehen. Sara überzeugt Boyd, hineinzuklettern, und dieser befindet sich plötzlich ein einem engen Schacht gefangen. Im Dorf fährt ein Reisebus vor das Diner. |           |                               |                               |                          |                                                |               |                                       |

### Staffel 2
| Nr. (ges.) | Nr. (St.) | Deutscher Titel                  | Originaltitel               | Erstveröffentlichung USA | Deutschsprachige Erstveröffentlichung (D/A/CH) | Regie              | Drehbuch                                       |
| ---------- | --------- | -------------------------------- | --------------------------- | ------------------------ | ---------------------------------------------- | ------------------ | ---------------------------------------------- |
| 11         | 1         | Fremde in einem fremden Land     | Strangers in a Strange Land | 23. Apr. 2023            | 24. Juni 2023                                  | Jack Bender        | John Griffin Idee: John Griffin & Jeff Pinkner |
| 12         | 2         | Die Freundlichkeit von Fremden   | The Kindness of Strangers   | 30. Apr. 2023            | 1. Juli 2023                                   | Jack Bender        | John Griffin Idee: John Griffin & Jeff Pinkner |
| 13         | 3         | Am Ende der Kraft                | Tether                      | 7. Mai 2023              | 8. Juli 2023                                   | Alexandra La Roche | John Griffin Idee: John Griffin & Jeff Pinkner |
| 14         | 4         | Dieser gewählte Weg              | This Way Gone               | 14. Mai 2023             | 15. Juli 2023                                  | Alexandra La Roche | John Griffin Idee: John Griffin & Jeff Pinkner |
| 15         | 5         | Wiegenlied                       | Lullaby                     | 21. Mai 2023             | 22. Juli 2023                                  | Jack Bender        | John Griffin & Vivian Lee                      |
| 16         | 6         | Tanz zu Zweit                    | Pas de Deux                 | 28. Mai 2023             | 29. Juli 2023                                  | Jack Bender        | John Griffin Idee: John Griffin & Jeff Pinkner |
| 17         | 7         | Böse bis aufs Mark               | Belly of the Beast          | 4. Juni 2023             | 5. Aug. 2023                                   | Brad Turner        | John Griffin Idee: John Griffin & Jeff Pinkner |
| 18         | 8         | Den Wald vor lauter Bäumen nicht | Forest for the Trees        | 11. Juni 2023            | 12. Aug. 2023                                  | Brad Turner        | John Griffin & Vivian Lee                      |
| 19         | 9         | Magischer Feuerball              | Ball of Magic Fire          | 18. Juni 2023            | 19. Aug. 2023                                  | Jack Bender        | John Griffin Idee: John Griffin & Jeff Pinkner |
| 20         | 10        | Es war einmal                    | Once Upon a Time?           | 25. Juni 2023            | 26. Aug. 2023                                  | Jack Bender        | John Griffin & Jeff Pinkner                    |

### Staffel 3
| Nr. (ges.) | Nr. (St.) | Deutscher Titel             | Originaltitel            | Erstveröffentlichung USA | Deutschsprachige Erstveröffentlichung (D/A/CH) | Regie              | Drehbuch                                       |
| ---------- | --------- | --------------------------- | ------------------------ | ------------------------ | ---------------------------------------------- | ------------------ | ---------------------------------------------- |
| 21         | 1         | Zerbrechen                  | Shatter                  | 22. Sep. 2024            | 4. Okt. 2024                                   | Jack Bender        | John Griffin Idee: John Griffin & Jeff Pinkner |
| 22         | 2         | Wenn wir gehen              | When We Go               | 29. Sep. 2024            | 11. Okt. 2024                                  | Jack Bender        | John Griffin Idee: John Griffin & Jeff Pinkner |
| 23         | 3         | Mausefalle                  | Mouse Trap               | 6. Okt. 2024             | 18. Okt. 2024                                  | Jack Bender        | Brigitte Hales                                 |
| 24         | 4         | Hin und Zurück              | There and Back Again     | 13. Okt. 2024            | 25. Okt. 2024                                  | Jack Bender        | Kristen Layden                                 |
| 25         | 5         | Tageslicht                  | The Light of Day         | 20. Okt. 2024            | 1. Nov. 2024                                   | Alexandra La Roche | Brigitte Hales & John Griffin                  |
| 26         | 6         | Narbengewebe                | Scar Tissue              | 27. Okt. 2024            | 8. Nov. 2024                                   | Alexandra La Roche | Kristen Layden & John Griffin                  |
| 27         | 7         | Diese zerbrechlichen Leben  | These Fragile Lives      | 3. Nov. 2024             | 15. Nov. 2024                                  | Bruce McDonald     | John Griffin Idee: John Griffin & Jeff Pinkner |
| 28         | 8         | An der Schwelle             | Thresholds               | 10. Nov. 2024            | 22. Nov. 2024                                  | Bruce McDonald     | John Griffin Idee: John Griffin & Jeff Pinkner |
| 29         | 9         | Offenbarungen, Kapitel Eins | Revelations: Chapter One | 17. Nov. 2024            | 29. Nov. 2024                                  | Jack Bender        | John Griffin Idee: John Griffin & Jeff Pinkner |
| 30         | 10        | Offenbarungen, Kapitel Zwei | Revelations: Chapter Two | 24. Nov. 2024            | 6. Dez. 2024                                   | Jack Bender        | John Griffin Idee: John Griffin & Jeff Pinkner |

## Rezeption

### Kritiken
Peter Osteried von kinofans.com fasste seine positive Rezension folgendermaßen zusammen: „From fängt packend an. Die Serie spielt perfekt auf der Mystery-Klaviatur, um den Zuschauer bei der Stange zu halten“. Kirsten Lopez von Indiewire.com bemängelt jedoch, dass die Serie „zuviel Zeit darauf verwendet, ihre Welt aufzubauen und die Handlung nicht vorwärts bringt“ („...it spends too much time setting up its world and not pushing the story forward“).

### Auszeichnungen
Satellite Award
- 2022: Nominierung in der Kategorie beste Fernsehserie – Genre
- 2023: Nominierung in der Kategorie beste Fernsehserie – Genre

Saturn Award
- 2022: Nominierung in der Kategorie beste Horrorserie
- 2022: Nominierung in der Kategorie bester TV-Hauptdarsteller – Harold Perrineau, Jr.
- 2024: Nominierung in der Kategorie beste Horrorserie
- 2024: Nominierung in der Kategorie bester TV-Hauptdarsteller – Harold Perrineau, Jr.
- 2025: Nominierung in der Kategorie beste Horrorserie
- 2025: Nominierung in der Kategorie bester TV-Hauptdarsteller – Harold Perrineau, Jr.
- 2025: Nominierung in der Kategorie beste TV-Nebendarstellerin  – Elizabeth Saunders